# Lý Huy
Lý Huy  (phồn thể: 李暉; giản thể: 李晖; bính âm: Lǐ huī, tên tiếng Anh: Li Fai, sinh ngày 30 tháng 5 năm 1969) là một vận động viên wushu biểu diễn chuyên nghiệp đã nghỉ hưu tại Hồng Kông. Cô từng bốn lần vô địch thế giới và từng đoạt huy chương tại Đại hội Thể thao châu Á và Đại hội Thể thao Đông Á.

## Đầu đời
Cô sinh ra ở Quế Lâm, Quảng Tây. Khi còn nhỏ, cô học Kinh kịch vào lúc chuyển đến Hồng Kông năm 15 tuổi, cô được thuê làm vũ công tại một ngôi làng gần đó. Trong thời gian làm việc ở đó, cô đã được đạo diễn điện ảnh Hồng Kông Trình Tiểu Đông phát hiện và được tuyển dụng đóng thế các nữ diễn viên. Cuối cùng, cô bắt đầu quan tâm đến môn thể thao wushu đương đại và bắt đầu tập luyện vào năm 1989.

## Sự nghiệp

### Sự nghiệp thi đấu ban đầu: 1989–1994
Lần ra mắt quốc tế đầu tiên của cô là tại Đại hội thể thao châu Á 1990, nơi cô kết thúc ở vị trí thứ tư trong sự kiện này. Trong giải vô địch Wushu thế giới năm 1991 tại Bắc Kinh, Trung Quốc, cô đã giành được huy chương bạc ở côn thuật và huy chương đồng ở môn trường quyền và thương thuật. Năm 1992 tại Giải vô địch Wushu châu Á ở Seoul, Hàn Quốc, cô đã giành được huy chương vàng ở môn côn thuật, và huy chương bạc ở môn kiếm thuật và trường quyền, do đó cô đã giành được huy chương bạc toàn năng trường quyền.
Cô đã giành được huy chương đồng trong môn trường quyền nữ tại Đại hội thể thao Đông Á năm 1993 ở Thượng Hải, Trung Quốc. Sau sự kiện này, cô thông báo rằng cô dự định sẽ từ giã môn wushu sau cuộc thi tiếp theo, Giải vô địch Wushu Thế giới năm 1993 tại Kuala Lumpur, Malaysia, để tập trung vào sự nghiệp diễn viên đóng thế. Vài tháng sau tại WWC 1993, cô trở thành nhà vô địch thế giới ở môn trường quyền và côn thuật. Cô cũng đã giành được một huy chương đồng trong môn kiếm thuật. Với những chiến thắng này, cô quyết định tiếp tục sự nghiệp wushu thi đấu của mình.
Vào tháng 5 năm 1994, cô phát bệnh nặng nhưng đã hồi phục kịp thời và đạt thành tích cực tốt trong các giải đấu của Hồng Kông trong Đại hội Thể thao Châu Á 1994. Ngay sau đó, cô phát hiện ra mình đang mang thai và vì vậy cô đã bỏ thi đấu tại Á vận hội.

### Trở lại thi đấu Wushu: 1998–2002
Năm 1998, cô trở lại tập luyện wushu và quyết định chuyển sang tập Thái Cực Quyền. Cô đã tập luyện âm thầm trong một năm cho đến tháng 8 năm 1999, khi huấn luyện viên trưởng của Đội Wushu Hồng Kông Yu Liguang tuyên bố cô sẽ trở lại thi đấu. Đại diện cho Đặc khu hành chính Hồng Kông lần đầu tiên, cô xuất hiện tại Giải vô địch Wushu Thế giới năm 1999 ở Hồng Kông và trở thành nhà vô địch thế giới đầu tiên ở môn Thái Cực Quyền và cũng giành được huy chương bạc ở môn Thái Cực Quyền. Hai năm sau, tại Đại hội Thể thao Đông Á 2001 ở Osaka, Nhật Bản, cô là người cầm cờ và giành huy chương vàng Thái cực quyền nữ. Sau đó, cô thi đấu tại Giải vô địch Wushu Thế giới năm 2001 tại Yerevan, Armenia, và là nhà vô địch thế giới ở môn thái cực quyền. Trước khi tham dự Đại hội Thể thao châu Á 2002, cuộc thi cuối cùng của cô, cô đã được ghi nhận là một trong những người giành huy chương vàng tiềm năng và quan trọng cho Hồng Kông. Cô đã giành được huy chương bạc trong Thái cực quyền nữ và sau đó tuyên bố giải nghệ.

### Sau khi giải nghệ
Năm 2000, cô mở trường dạy học wushu tên "Trung tâm Wushu Lý Huy". Sau khi giải nghệ thi đấu wushu vào năm 2002, cô tích cực quảng bá wushu khắp Hồng Kông thông qua việc giảng dạy và biểu diễn. Năm 2003, trong đợt bùng phát dịch SARS 2002–2004, cô đã dạy thái cực quyền trên truyền hình Hồng Kông. Năm 2004, Lý Huy biểu diễn cùng Bobby McFerrin tại Hồng Kông  vào vào năm 2006, cô được chính quyền Đặc khu hành chính Hồng Kông trao tặng Huân chương Danh dự trong thể thao.  Năm 2012, cô dạy Thái Cực Quyền cho Tổng thống Ireland, Michael D. Higgins và Đệ nhất phu nhân Sabina Higgins tại Diễn đàn Kinh tế Thế giới. Cùng năm đó, cô biểu diễn trong Lễ kỷ niệm Kim cương của Elizabeth II cũng như trong lễ khai mạc Thế vận hội Mùa hè 2012.
Năm 2018, một trong những học trò của Lý là Mạc Uyển Huỳnh, đã giành được huy chương bạc Thái cực quyền nữ tại Đại hội thể thao châu Á 2018.

## Đời tư
Lý Huy xuất thân từ một gia đình chuyên về thái cực quyền và khí công ở Trung Quốc. Ông cố của cô, Lý Ngọc Lâm (李玉琳), là học trò của Tôn Phước Toàn, người khởi xướng Tôn thức Thái cực quyền Ông nội của cô, Lý Thiên Trì (李天骥), được cho là một trong những người đã phát triển ra Thái Cực Quyền 24 hình thức vào năm 1956. Cha của Lý Huy, Lý Đức Ấn (李德印), là một huấn luyện viên, trọng tài và quan chức nổi tiếng ở Trung Quốc. Ông từng giữ các chức vụ cao cấp trong Hiệp hội Wushu Trung Quốc, là trọng tài chính tại Á vận hội 1990, một trong những người sáng tạo ra Thái cực quyền 42 thế vào năm 1989.

## Khen thưởng
Lý Huy được Chính phủ Đặc khu hành chính Hồng Kông trao tặng:
- Huân chương danh dự (2006)[26]
- Giải thưởng Ngôi sao Thể thao Hồng Kông
- Vận động viên xuất sắc Hồng Kông" (1992, 1993, 1999, 2001, 2002)[31][32][33]